# Asan Circuit
Der Asan Circuit (japanisch: 阿讃サーキット) ist eine permanente Motorsport-Rennstrecke bei Higashimiyoshi-cho, im Bezirk Miyoshi der Präfektur Tokushima in Japan. Er liegt etwa 6 km nördlich der Kommune Hiruma im Yoshino-Tal und ist die einzige JAF-homologierte nationale Rennstrecke auf der japanischen Insel Shikoku.

## Streckenbeschreibung
Die Anlage befindet sich auf einem abgelegenen Berggipfel, was zeitweise wetterbedingte Einschränkungen durch Wind oder Schneefall zur Folge hat.
Der etwa 1 km lange, gegen den Uhrzeigersinn zu befahrende, 8–12 m breite Kurs ist sowohl für Zwei- als auch für Vierradrennen geeignet und zeichnet sich durch eine technische Strecke mit vielen Kurven aus. Die Strecke ist aufgrund der starken Steigungen und Gefälle und der engen Kurven sehr bremsintensiv.
Die kleine Boxenanlage bietet 10 offene Boxen mit der Abmessung 6 × 3 m. Für Besucher sind 250 Parkplätze vorhanden.
Auf dem Kurs gilt ein Lärmlimit von 100 dB.

## Veranstaltungen
Wegen der abgelegenen Lage, den engen Zufahrtstraßen und dem engen Layout des Kurses meiden die nationalen japanischen Rennserien den Kurs. Wichtigste Rennserie sind die Runden der für die lokale Rennszene ausgerichteten Asan Super-Endurance Runs, bei denen seriennahe Tourenwagen Rennen zwischen 2 und  1½ Stunden Dauer auf dem Kurs bestreiten. Daneben finden auch Trackdays, Fahrertrainings und Time-Attack Wettbewerbe auf dem Kurs statt.